# Зіглес
Зіглес (нім. Sigleß) — громада округу Маттерсбург у землі Бургенланд, Австрія.
Зіглес лежить на висоті  207 м над рівнем моря і займає площу  10,2 км². Громада налічує 1141 мешканців. 
Густота населення 112/км².  
|                                 |
| Зіглес на мапі округу та землі. |

 Адреса управління громади:  7032 Sigleß. 

## Демографія
Історична динаміка населення міста за даними сайту Statistik Austria

## Галерея

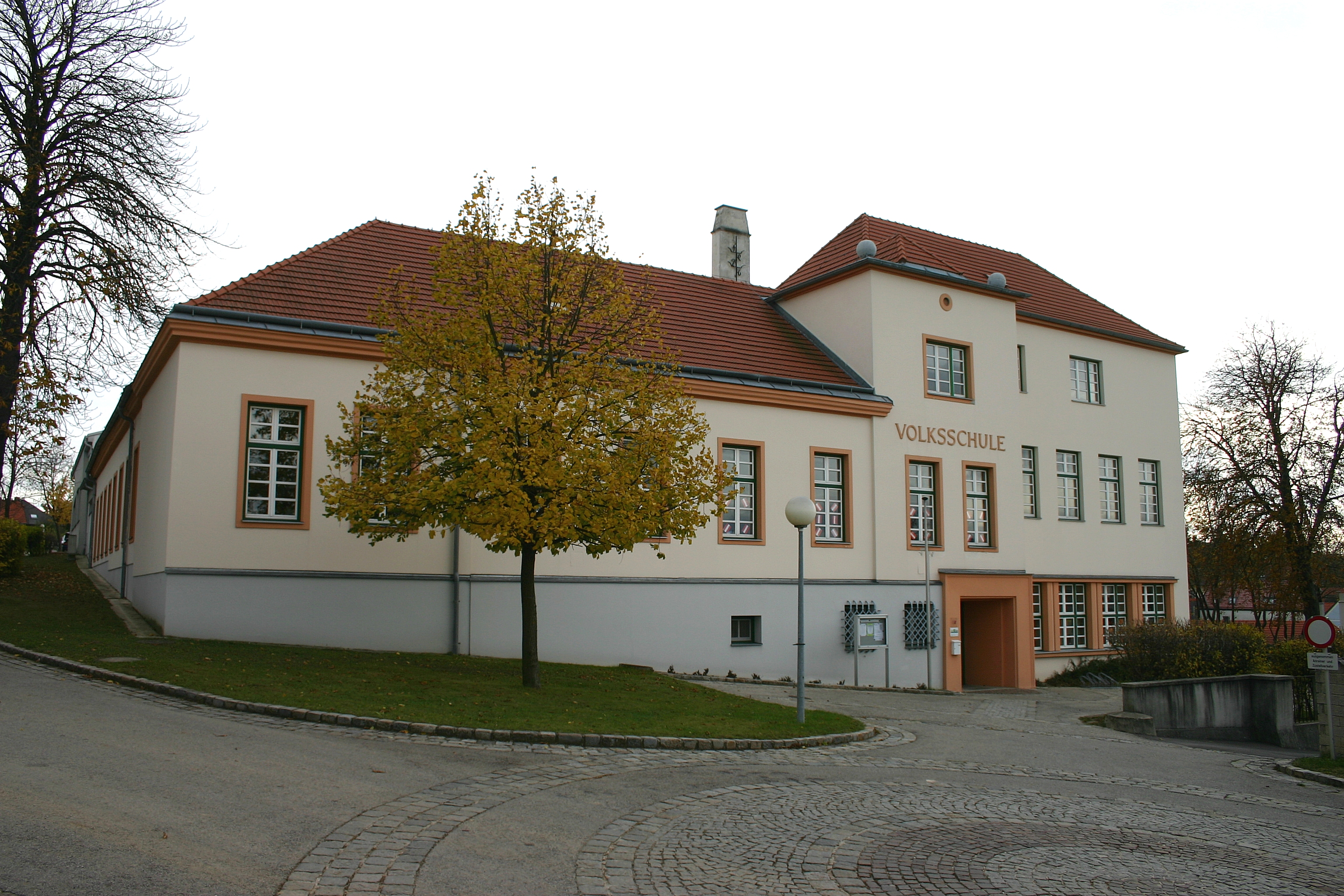
Школа
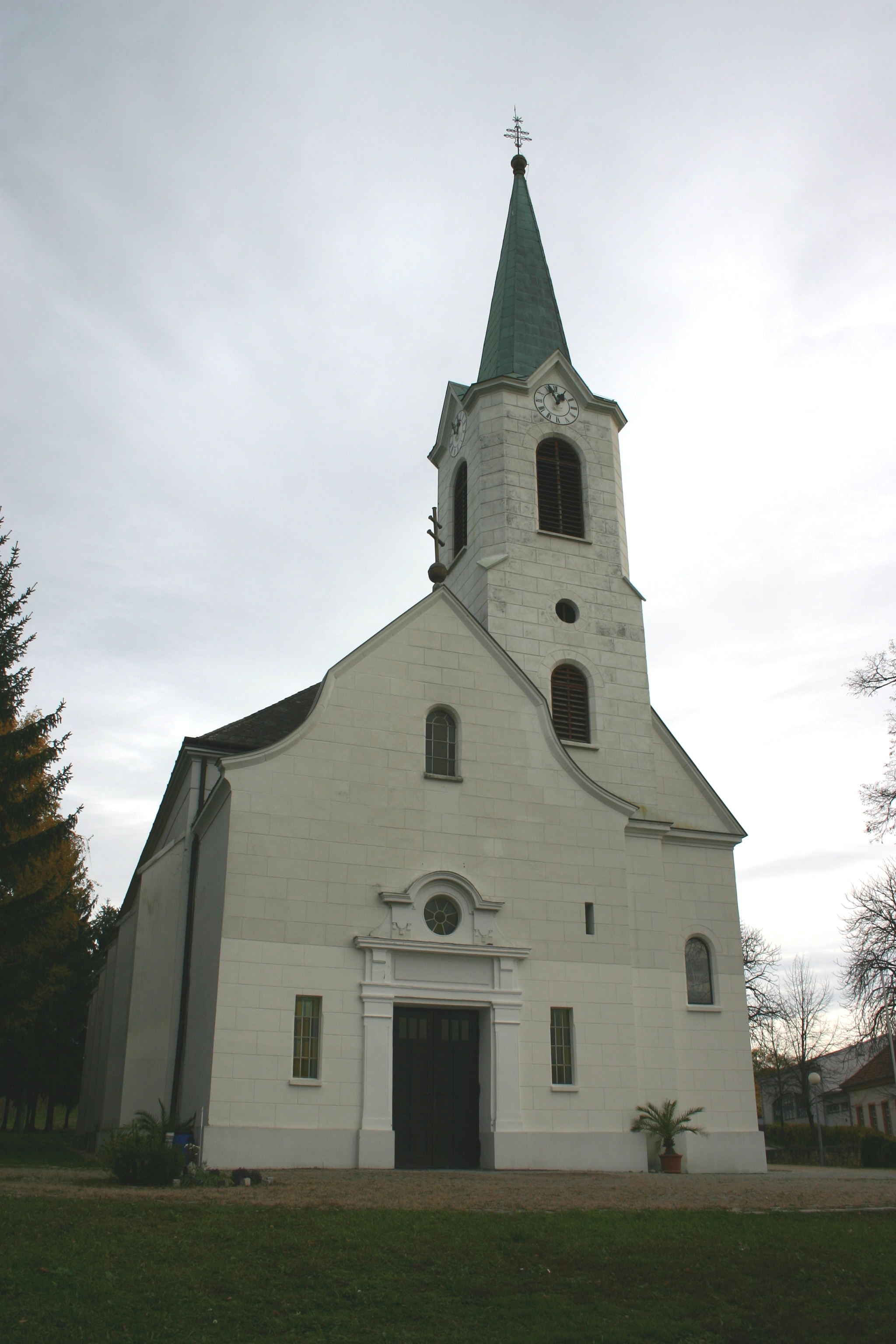
Римо-католицька церква
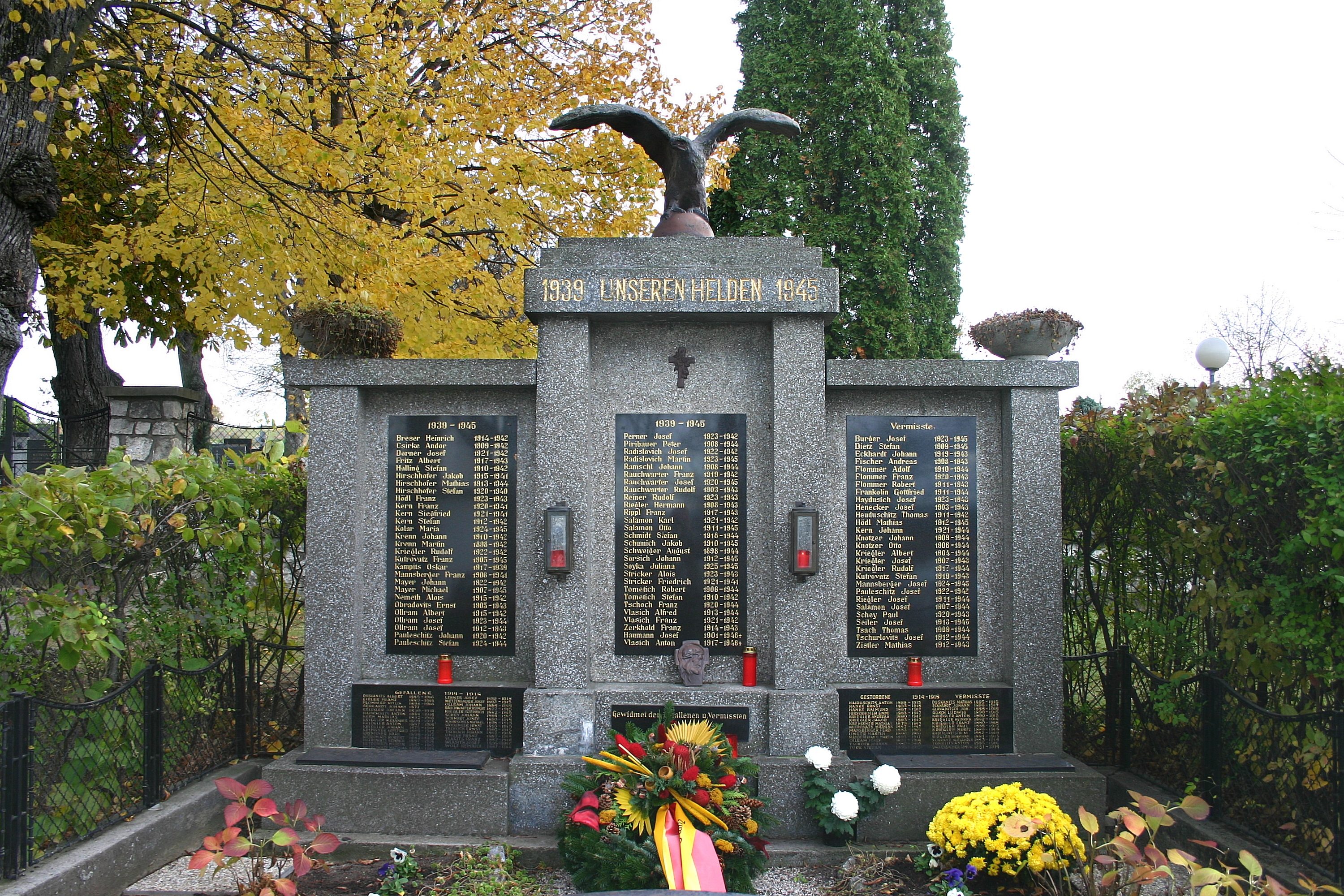
Пам'ятник жертвам двох світових воєн

## Виноски
1. ↑  Dauersiedlungsraum der Gemeinden Politischen Bezirke und Bundesländer - Gebietsstand 1.1.2018 — Статистичне управління Австрії.
2. ↑  Einwohnerzahl 1.1.2018 nach Gemeinden mit Status, Gebietsstand 1.1.2018 — Статистичне управління Австрії.
3. ↑  www.burgenland.at/gemeinden/sigless. Архів оригіналу за 17 лютого 2008. Процитовано 6 липня 2019.
4. ↑  Gemeindedaten von Sigleß. Архів оригіналу за 14 липня 2014. Процитовано 3 листопада 2013.

| Австрія | Це незавершена стаття з географії Австрії. Ви можете допомогти проєкту, виправивши або дописавши її. |